# Hrvatski zavod za javno zdravstvo
Hrvatski zavod za javno zdravstvo (HZJZ) zdravstveni je zavod i središnja medicinska ustanova javnog zdravstva u Hrvatskoj.

## Povijest
Osnovan je 1893. godine kao Kraljevski zemaljski zavod za proizvađanje animalnog cjepiva proti boginjam, onda se 1907. zvao Kraljevski zemaljski bakteriološki higijenski zavod, a 1912. godine nosio je naziv Kraljevski zemaljski bakteriološki zavod. Ustanovljen je godine 1923. kao Epidemiološki zavod, preustrojen i preimenovan 1926. godine u Higijenski zavod sa Školom narodnog zdravlja, pa, nakon nekoliko međuoblika, u Centralni higijenski zavod, kasnije u Zavod za zaštitu zdravlja SR Hrvatske i danas Hrvatski zavod za javno zdravstvo, nasljeđujući i uključujući u svom sastavu kontinuiranu tradiciju nekoliko ranijih ustanova (Zemaljski laboratorij za proizvodnju animalne limfe, Kraljevski zemaljski bakteriološki laboratorij i zavod i dr.) počam od 1893. godine. 
U njegovom oblikovanju i smještanju na današnju lokaciju na tzv. Zelenom brijegu, u Rockefellerovoj ulici u Zagrebu, godine 1927., velike zasluge ima prof. dr. Andrija Štampar jedan od osnivača Svjetske zdravstvene organizacije i Dr. Berislav Borčić stariji, također dužnosnik Svjetske zdravstvene organizacije i prvi ravnatelj Zavoda. Rockefellerova zaklada dala je velik udio sredstva za izgradnju dvije zgrade, bijele i žute, na vrhu brežuljka iznad Gupčeve zvijezde, u kojima se i danas nalazi Zavod, Škola narodnog zdravlja "Andrija Štampar" (dio Medicinskog fakulteta), i još nekoliko ustanova.
Razvoj zavodskih djelatnosti tijekom vremena, iziskivao je izgradnju još dviju zgrada u istoj, Rockefellerovoj ulici, nove upravne zgrade 1957./1958. godine, s prostorima za zdravstvenu statistiku i socijalnu medicinu te analitičkim laboratorijima odjela za prehranu i vode na broju 7 i virusološkog odjela na broju 12, godine 1961. godine.
Od svog osnutka pa do danas Zavod pokriva specifičan dio medicine koji se ne bavi pretežno dijagnostikom, liječenjem i rehabilitacijom oboljelih osoba (tzv. kurativna medicina) već je usmjeren pretežno k sprečavanju nastanka bolesti tj. preventivi i njihovu suzbijanju, kreiranjem i primjenom posebnih, tzv. javnozdravstvenih mjera, namijenjenih u pravilu velikom broju ljudi odnosno cijelom pučanstvu, s ciljem zaštite i unapređenja zdravlja i zdravstvene zaštite naroda u cjelini.

## Suvremeno djelovanje
Djelovanje današnjeg Hrvatskog zavoda za javno zdravstvo određeno je s više zakona i dokumenata od kojih je najvažniji Zakon o zdravstvenoj zaštiti i Statut Hrvatskog zavoda za javno zdravstvo kojeg potvrđuje Hrvatski sabor.
U skladu s tim dokumentima Hrvatski zavod za javno zdravstvo prati i skrbi se za sve čimbenike, koji utječu na zdravlje stanovništva Hrvatske kao cjeline, između ostaloga to su: zarazne bolesti, nezarazne masovne kronične i akutne bolesti, sigurna i zdrava prehrana pučanstva i sigurni predmeti opće uporabe, sigurna javna vodoopskrba i odlaganje otpadnih tvari i dr., nadalje podaci laboratorijske dijagnostike i analitike, a uz to i raznoliki pokazatelji o ustroju i djelovanju cijelog sustava zdravstva.
U tu svrhu Hrvatski zavod za javno zdravstvo ima sljedeće glavne dijelove:
- Služba za epidemiologiju zaraznih bolesti koja je i Referentni centar za epidemiologiju ministarstva zdravstva Republike Hrvatske, s djelatnostima za epidemiologiju zaraznih bolesti i središtem nadzora nad zaraznim bolestima (CDC) u Hrvatskoj,

- Služba za epidemiologiju kroničnih masovnih bolesti s registrom za rak i odjelom za promicanje zdravlja.

- Služba za zdravstvenu ekologiju s moćnim analitičkim laboratorijima za ispitivanje namirnica i hrane, vode i dr. te djelatnostima za praćenje utjecaja tih činitelja na zdravlje pučanstva uz stalnu aktivnu skrb i rad na unapređenju i poboljšanju.

- Služba za socijalnu medicinu s cjelokupnom zdravstvenom statistikom, bolničkim podacima, izvanbolničkim podacima, mortalitenom statistikom, registrom zdravstvenih djelatnika i dr. te stručnom medicinskom analitikom i djelatnostima koje prate i skrbe se za pojedine segmente zdravstvene zaštite u Hrvatskoj, kao što je zaštita male i predškolske djece, obiteljska medicina, zdravstvena zaštita žena, medicina rada i dr.

- Služba za školsku medicinu i Služba za prevenciju ovisnosti

- Služba za mikrobiologiju s bakteriološkim, virusološkim, parasitološkim i drugim laboratorijima koji uz ostalo imaju referentnu funkciju i javnozdravstvenu funkciju, među njima međunarodno poznati i povezani laboratoriji:

1. Nacionalni centar za influenzu
2. Referentni laboratorij za enteroviruse
3. Laboratorij za mikrobiološku dijagnostiku tuberkuloze
4. Nacionalni centar za salmonelle i dr.

Referentna funkcija laboratorija podrazumijeva sustavnu skrb za unapređenje i ujednačavanje kvalitete rada svih istovrsnih laboratorija u Hrvatskoj te uz to i ulogu vrhovnog arbitra odnosno mjesta gdje se potvrđuju nalazi drugih laboratorija.
Javnozdravstvena funkcija podrazumijeva da su laboratoriji uz mogućnost vrhunske individualne mikrobiološke dijagnostike radi postavljanja etiološke dijagnoze i daljnjeg liječenja, osposobljeni obraditi velike brojeve uzoraka za potrebe epidemioloških ispitivanja, istraživanja epidemijskih pojava, utvrđivanja imunosti pučanstva, utvrđivanja mikrobiološke ispravnosti i sigurnosti hrane, vode, prostora, pribora i dr.
Na temelju tako dobivenog ukupnog, cjelovitog uvida u stanje zdravlja pučanstva i u parametre koji utječu na zdravlje, kao i rezultata vlastitog znanstvenog istraživačkog rada, Hrvatski zavod za javno zdravstvo u suradnji s drugim vrhunskim medicinskim stručnjacima izrađuje i predlaže nadležnim državnim tijelima glavni zdravstveni operativni dokument: Program mjera zdravstvene zaštite za Republiku Hrvatsku, koji obuhvaća i harmonično povezuje u cilju unapređenja zdravlja naroda sve segmente zdravstva od primarne zdravstvene zaštite do bolničke, visoko specijalizirane zaštite, rehabilitacije te preventivne ili javnozdravstvene zaštite, a uz to i cijeli niz zasebnih ciljanih programa za pojedine aktualne zdravstvene probleme kao što je AIDS, tuberkuloza, zatim Program obveznih cijepljenja u Hrvatskoj, programi rada na prevenciji štetnih utjecaja pušenja i drugih ovisnosti i dr.
U svom svakodnevnom radu Zavod, ili pojedini njegovi specijalizirani dijelovi, predlažu, koordiniraju, prate provođenje, ili i sami provode potrebne mjere sprečavanja (prevencije) i suzbijanja (intervencije) bolesti među ljudima u Hrvatskoj. Na tom poslu Hrvatski zavod za javno zdravstvo kao središnja javnozdravstvena ustanova u sustavu zdravstva u Hrvatskoj, stručno usmjerava i koordinira rad županijskih zavoda za javno zdravstvo i njihovih higijensko-epidemioloških ispostava, kao i drugih zdravstvenih ustanova, a i ustanova izvan zdravstva, koje se u svom djelokrugu skrbe za čuvanje zdravlja ljudi.
Zavod je nastavno središte za obrazovanje svih javnozdravstvenih i preventivnih profila zdravstvenih djelatnika, a također i znanstveno središte.
Tijekom godina u Zavodu su dio svoje edukacije obavile generacije liječnika, budućih specijalista iz epidemiologije, higijene, socijalne medicine, zdravstvene ekologije, školske medicine, mikrobiologije, infektologije, javnog zdravstva i dr., također i stručnjaci laboratorijskih analitičkih struka, farmaceuti, kemičari i dr., a stručnjaci Zavoda sudjeluju u dodiplomskoj i poslijediplomskoj nastavi na Medicinskom fakultetu Sveučilišta u Zagrebu, Rijeci, Osijeku.
U dugom vijeku djelovanja Hrvatski zavod za javno zdravstvo i njegovi mnogobrojni djelatnici, od ljudi koji se brinu za uzgoj pokusnih životinja ili održavanje zgrada i opreme, zatim inženjera, kemičara, farmaceuta, laboratorijskih stručnjaka mikrobiologa, do liječnika pretežno javnozdravstvenih struka - epidemiologije, mikrobiologije, socijalnih medicinara, medicine rada, školske medicine, higijene, ekologije i dr. dali su, surađujući s mnogim drugim zdravstvenim stručnjacima a i stručnjacima izvan zdravstva, neizmjeran pozitivan doprinos zdravlju ljudi u Hrvatskoj. Ovdje su spomenuti samo neki primjeri: suzbijanje mnogih zaraznih bolesti programom i organizacijom sustavnog cijepljenja; iskorjenjene su tako velike boginje (variola), difterija, dječja paraliza (poliomyelitis), a dramatično potisnute ospice (morbilli), rubeola (rubella), hripavac (pertussis), tetanus, tuberkuloza. Organiziranim kombiniranim akcijama sustavnog ranog otkrivanja liječenja i zdravstvenog odgoja, iskorijenjeno je osljepljujuće očno oboljenje trahom, iskorijenjen je endemski sifilis. Iskorijenjena je i malarija, lepra, eliminiran pjegavac, a golemim uloženim trudom i terenskim radom posve potisnut trbušni tifus.
Vrijedi istaknuti i iskorijenjenje endemske gušavosti uvođenjem jodiranja soli, eliminaciju rahitisa planiranjem pravilne prehrane djece, a u najnovije doba uspješno spriječen moguć nastank velike epidemije AIDS-a i održavanje ove bolesti pod nadzorom.
A stalan nadzor nad javnom vodoopskrbom, hranom i prehranom daje svim našim žiteljima sigurnost da mogu bez bojazni popiti vodu iz svakog javnog vodovoda i s povjerenjem kupiti namirnice i hranu u našim prodavaonicama, koja će biti hranidbeno punovrijedna i zdravstveno sigurna.
U svom opsežnom i odgovornom poslu Zavod surađuje s mnogim drugim ustanovama i djelatnostima koje čine velik sustav javnog zdravstva shvaćen kao sustav mjera koje trajno čuvaju zdravlje svih građana, a to je sanitarna inspekcija, veterinarska služba, zatim javne komunalne djelatnosti vodoopskrba i odvodnja, prehrambena industrija i poljodjelstvo, obrazovne i odgojne ustanove od škola koje u okviru nastave usađuju djeci prva osnovna znanja i navike čuvanja zdravlja, do visokoškolskih ustanova poput Škole narodnog zdravlja Medicinskog fakulteta u Zagrebu, koja, uz suradnju i sudjelovanje stručnjaka Zavoda, sustavno educira na podučju preventivne medicine i javnog zdravstva zdravstvene djelatnike, prvenstveno liječnike.
Cilj preventivnog medicinskog rada je sustavnim profesionalnim radom ljudima omogućiti da jednostavno žive svoj pun profesionalni obiteljski i društveni život neometani i ne misleći na bolesti, a k tome savjetom i zdravstvenim odgojem što većeg broja ljudi, pomoći da u takav svakodnevni život budu ugrađeni osobni i zajednički postupci i oblici ponašanja odnosno način života koji mogu sačuvati zdravlje.

## Ravnatelji
| - dr. Berislav Borčić stariji - dr. Živko Prebeg - dr. Eugen Nežić - dr. Josip Rasuhin - dr. Ivo Brodarec - dr. Hinko Emili - dr. Ante Hrabar | - dr. Mate Ljubičić - dr. Berislav Borčić mlađi, v. d. - dr. Marija Strnad - dr. Vlasta Hrabak-Žerjavić, v. d. - dr. Marijan Erceg - dr. Krunoslav Capak, v. d. - dr. Željko Baklaić |

## Vanjske poveznice
- Mrežno sjedište Hrvatskog zavoda za javno zdravstvo  Arhivirana inačica izvorne stranice od 10. svibnja 2009. (Wayback Machine)